# Aviron aux Jeux olympiques d'été de 1964
Navigation
Les épreuves d'aviron lors des Jeux olympiques d'été de 1964 ont eu lieu du 11 octobre 1964 au 15 octobre 1964 à Tokyo, au Japon. Les compétitions rassemblent 370 athlètes.
Sept courses figurent au programme de cette compétition (toutes masculines).

## Résultats
| Épreuves            | Or | Argent | Bronze |
| ------------------- | --- | --- | --- |
| Skiff               | Vyacheslav Ivanov (URS) | Achim Hill (EUA) | Gottfried Kottmann (SUI) |
| Deux de couple      | Union soviétique Oleg Tyurin Boris Dubrovskiy | États-Unis Seymour Cromwell James Storm | Tchécoslovaquie Vladimír Andrs Pavel Hofmann |
| Deux sans barreur   | Canada George Hungerford Roger Jackson | Pays-Bas Steven Blaisse Ernst Veenemans | Équipe unifiée d’Allemagne Michael Schwan Wolfgang Hottenrott                                                                                      |
| Deux avec barreur   | États-Unis Edward Ferry Conn Findlay Kent Mitchell (barreur)                                                                                       | France Jacques Morel Georges Morel Jean-Claude Darouy (barreur) | Pays-Bas Herman Rouwé Frederik Hartsuiker Jan Just Bos (barreur)                                                                                   |
| Quatre sans barreur | Danemark John Ørsted Hansen Bjørn Hasløv Erik Petersen Kurt Helmudt                                                                                | Grande-Bretagne John Russell Hugh Wardell-Yerburgh William Barry John James | États-Unis Geoffrey Picard Richard Lyon Theodore Mittet Ted Nash                                                                                   |
| Quatre avec barreur | Équipe unifiée d’Allemagne Peter Neusel Bernhard Britting Joachim Werner Egbert Hirschfelder Jürgen Oelke (barreur)                                | Italie Renato Bosatta Emilio Trivini Giuseppe Galante Franco De Pedrina Giovanni Spinola (barreur)                                                                                         | Pays-Bas Lex Mullink Jan van de Graaff Freek van de Graaff Bobbie van de Graaff Marius Klumperbeek (barreur)                                       |
| Huit                | États-Unis Joseph Amlong Thomas Amlong Harold Budd Emory Clark Stanley Cwiklinski Hugh Foley William Knecht William Stowe Róbert Zimonyi (barreur) | Équipe unifiée d’Allemagne Klaus Aeffke Klaus Bittner Karl-Heinrich von Groddeck Hans-Jürgen Wallbrecht Klaus Behrens Jürgen Schröder Jürgen Plagemann Horst Meyer Thomas Ahrens (barreur) | Tchécoslovaquie Petr Čermák Jiří Lundák Jan Mrvík Július Toček Josef Věntus Luděk Pojezný Bohumil Janoušek Richard Nový Miroslav Koníček (barreur) |

## Tableau des médailles
| Rang | Nation                     | Or | Argent | Bronze | Total |
| ---- | -------------------------- | -- | ------ | ------ | ----- |
| 1    | États-Unis                 | 2  | 1      | 1      | 4     |
| 2    | Union soviétique           | 2  | 0      | 0      | 2     |
| 3    | Équipe unifiée d'Allemagne | 1  | 2      | 1      | 4     |
| 4    | Canada                     | 1  | 0      | 0      | 1     |
| 4    | Danemark                   | 1  | 0      | 0      | 1     |
| 6    | Pays-Bas                   | 0  | 1      | 2      | 3     |
| 7    | France                     | 0  | 1      | 0      | 1     |
| 7    | Royaume-Uni                | 0  | 1      | 0      | 1     |
| 7    | Italie                     | 0  | 1      | 0      | 1     |
| 10   | Tchécoslovaquie            | 0  | 0      | 2      | 2     |
| 11   | Suisse                     | 0  | 0      | 1      | 1     |